# Санто Стефано (Арецо)
Санто Стефано је насеље у Италији у округу Арецо, региону Тоскана.
Према процени из 2011. у насељу је живело 113 становника. Насеље се налази на надморској висини од 500 м.